# Suberitidae
Suberitidae   è una famiglia di Demospongiae.

## Tassonomia
Comprende i seguenti generi:
- Aaptos
- Caulospongia
- Homaxinella
- Lithumen
- Plicatellopsis
- Prosuberites
- Protosuberites
- Pseudospongosorites
- Pseudosuberites
- Rhizaxinella
- Suberites
- Terpios